# Ctenomys erikacuellarae
El tuco-tuco de Érika (Ctenomys erikacuellarae) es una especie de roedor del género Ctenomys de la familia Ctenomyidae. Habita en el centro-oeste de Sudamérica.

## Taxonomía
Descripción original
Esta especie de roedor fosorial fue descrita originalmente en el año 2014 por los zoólogos Scott L. Gardner, Jorge Salazar-Bravo y Joseph A. Cook. Su individualidad dentro del género Ctenomys fue detectada evaluando su estatus taxonómico sobre la base de la utilización tanto de rasgos morfológicos como cariológicos, combinándolos además con resultados de análisis filogenéticos de marcadores moleculares, empleando secuencias de ADN para un locus mitocondrial.
Holotipo
El holotipo designado es el catalogado como: MSB63391 (Museum of Southwestern Biology); consta de la piel, cráneo y esqueleto axiales de un macho adulto, colectado el 7 de agosto de 1990 (número de campo SA10348) y preparado por Sydney Anderson. Al ser recogido, se separó tejidos del hígado, del riñón y del corazón, los que fueron congelados en nitrógeno líquido y posteriormente almacenados a -80 °C en la División de Recursos Genómicos del Museo de Biología del Sudoeste, con el número de registro: NK21901.
Localidad tipo
La localidad tipo referida es: “Paraje a 2 kilómetros al este de Chuhuayaco, en las coordenadas 19°43′S 63°51′W, a una altitud de 1200 msnm, en el departamento de Chuquisaca, Bolivia”.
Etimología
Etimológicamente, el término específico erikacuellarae es un epónimo que refiere al nombre y apellido de la persona a quien fue dedicada, la bióloga boliviana Erika Cuéllar, en reconocimiento a su trabajo para proteger la flora y fauna de la región del Gran Chaco sudamericano, además de haber participado en las expediciones de campo que permitieron colectar algunos de los primeros ejemplares de esta especie.
Caracterización y relaciones filogenéticas
El ejemplar tipo midió 287 mm de longitud del cuerpo más cabeza; la cola fue de 80 mm.
Es un tucotuco de tamaño mediano, perteneciente al “grupo de especies Ctenomys boliviensis”. La coloración dorsal está bien diferenciada de la ventral. Dorsalmente el pelaje es denso, fino, suave, con pelos de alrededor de 15 a 16 mm de largo, en ese sector su patrón cromático es mayormente ocre-anaranjado, excepto en la superficie superior de la cabeza y el hocico, que pasa a marrón negruzco; ventralmente es gris marrón o castaño-anteado, presentando extensas manchas blancas o ante claro sobre los sectores inguinal, axilar y en las regiones pectorales. Cráneo fuertemente constituido, con arcos cigomáticos muy curvados. Cariotipo con 2n = 24 y número fundamental (FN) = 40.

## Distribución geográfica y hábitat
Esta especie de roedor es endémica del flanco oriental de la cordillera Oriental andina del centro-sur de Bolivia.
Se distribuye en los departamentos de: Chuquisaca (noreste) y Santa Cruz (extremo oesudoeste); posiblemente también en el extremo sudeste del de Cochabamba. Es exclusiva de la ecorregión bosques de valles secos interandinos, viviendo en altitudes de entre 810 y 1800 m s. n. m..
Se lo encuentra en laderas cubiertas de arbustos y árboles, entre los que destacan especies de algarrobos (Prosopis), acacias (Acacia), Ximenia, cactáceas columnares (Trichocereus), etc.